# Khan
Il khan (in mongolo хан/ᠬᠠᠨ) o qan, talvolta italianizzato in can o cane, è un appellativo di natura nobiliare di origine turco-mongola, derivato da Khagan e corrispondente a "grande principe", "sovrano", "monarca".
Per indicare una donna appartenente a una famiglia di Khān si usa il vocabolo Khānum (o Khānim), mentre per le consorti si usa il termine Khanbikeh.

## Storia
La prima attestazione di questo appellativo nobiliare risale al popolo degli Xianbi e ai popoli che discendono da questi, come i Rouran e gli Avari, i quali, a partire dal II secolo a.C. e fino al VI secolo d.C. migrarono dall'attuale regione della Mongolia verso Ovest. A partire dal VI secolo d.C. tutti i popoli Turchi indicavano con il termine qaghan il loro sovrano, così anche i Mongoli, tranne i Kitai i quali, a partire dal X secolo, preferirono sostituirlo con il cinese huángdì (皇帝).
Nelle prime fonti in lingua turca la parola è khan in ambedue le forme qan e qaghan, dalla etimologia incerta e comunque legate a qatun/khatun con il quale si indica la "regina". Nei testi redatti nella grafia Göktürk e in quelli degli Uiguri, qaghan indica il titolo mentre qan rende il concetto ossia il suo principio astratto. Il lessicografo uiguro Mahmud al-Kashgari registrò, nell'XI secolo, il solo lemma qan. Così nel Medio Oriente turco-iraniano islamico il termine khan viene a indicare un governatore e non un sovrano o un principe, questo appellato come sulṭān o shāh.
Nel XII secolo i Mongoli adottano il termine turco qan, così il condottiero Temüjin si indica, ad esempio sulle monete e su alcuni documenti, come gür-qan ("sovrano universale"); il figlio ed erede al trono Ögödei si appella invece come qa'an che nella resa turca è qaghan. Dopo la morte di Ögödei quest'ultimo titolo acquisisce maggiore dignità e nei testi sostituisce, retroattivamente, il titolo di qan con cui veniva appellato Cingghis (Temüjin /Gengis) Khan, da ora Qa'an. Così saranno appellati come Qan i sovrani dell'Orda d'Oro e dell'Ilkhanato mentre il titolo di Qa'an sarà riservato all'imperatore che risiedeva in Oriente.